# Hauteville-sur-Mer
Hauteville-sur-Mer is een gemeente in het Franse departement Manche (regio Normandië) en telt 615 inwoners (1999). De plaats maakt deel uit van het arrondissement Coutances.

## Geografie
De oppervlakte van Hauteville-sur-Mer bedraagt 3,3 km², de bevolkingsdichtheid is 186,4 inwoners per km².
De onderstaande kaart toont de ligging van Hauteville-sur-Mer met de belangrijkste infrastructuur en aangrenzende gemeenten.

## Demografie
Onderstaande figuur toont het verloop van het inwonertal (bron: INSEE-tellingen).

1. ↑  Populations de référence 2022.